# Gråhuvad elenia
För fågelarten Myiopagis olallai, se gråkronad elenia.
Gråhuvad elenia (Myiopagis caniceps) är en fågel i familjen tyranner inom ordningen tättingar.

## Utseende och läte
Gråhuvad elenia är en liten tyrann. Hanen är grå med ljusare undersida och mörkare vingar med vita vingband. Honan är rätt annorlunda, med olivgrön ovansida och gulaktig undersida, lik skogselenia men med ljusare och renare bröst. Arten är  även mycket lik amazonelenian, men uppvisar vanligen kontrasterande vitt eller gult öga. Typisk sång består av en snabb och något fallande drill, vanligen föregången av en eller flera visslingar.

## Utbredning och systematik
Fågeln förekommer i tropiska områden från sydöstra Brasilien till Paraguay, södra Bolivia och norra Argentina. Tidigare inkluderades både chocóelenia (M. parambae) och amazonelenia (M. cinerea) i arten, men dessa urskildes 2016 som egna arter av BirdLife International, 2022 av tongivande eBird/Clements och 2023 av International Ornithological Congress.

## Levnadssätt
Gråhuvad elenia hittas i fuktiga skogar i låglänta områden och lägre bergssluttningar. Den håller sig vanligen högt upp i skogen, ofta i trädtaket.

## Status och hot
Arten har ett stort utbredningsområde, men tros minska i antal, dock inte tillräckligt kraftigt för att den ska betraktas som hotad. Internationella naturvårdsunionen IUCN listar arten som livskraftig (LC).

## Namn
Elenia är en försvenskning av det vetenskapliga släktesnamnet Elaenia, som i sin tur kommer från grekiskans elaineos, "från olivolja", det vill säga olivfärgad.